# Franciszek Hołyst
Franciszek Hołyst (Varsó, 1913. augusztus 18. – 1993. január 12.) lengyel nemzetközi labdarúgó-játékvezető.

## Pályafutása
1955-ben lett az I. Liga játékvezetője. Az aktív nemzeti játékvezetéstől 1961-ben vonult vissza.

### Nemzetközi játékvezetés
A Lengyel labdarúgó-szövetség Játékvezető Bizottsága (JB) terjesztette fel nemzetközi játékvezetőnek, a Nemzetközi Labdarúgó-szövetség (FIFA) 1957-től tartotta nyilván bírói keretében. Több nemzetek közötti válogatott és klubmérkőzést vezetett, vagy működő társának partbíróként segített. 
Az aktív nemzetközi játékvezetéstől 1961-ben búcsúzott.